# Íñigo Cuesta
Íñigo Cuesta López de Castro (ur. 3 czerwca 1969 w Villarcayo) – hiszpański kolarz szosowy, zawodnik grupy Cervélo TestTeam.
Największym sukcesem zawodnika jest zwycięstwo w wyścigu wieloetapowym Dookoła Kraju Basków w 1998 roku.

## Najważniejsze zwycięstwa i sukcesy
- 1998
  - wygrany wyścig Dookoła Kraju Basków
- 2000
  - wygrany etap w Critérium du Dauphiné Libéré
- 2005
  - wygrany etap w wyścigu Dookoła Katalonii